# Amphitheatre Peaks
Die Amphitheatre Peaks sind eine Gruppe von Berggipfeln, um den und östlich des Amphitheatre Lake im nordwestlichen Teil der Nye Mountains im ostantarktischen Enderbyland.
Teilnehmer der Australian National Antarctic Research Expeditions fotografierten sie 1956 aus der Luft und erkundeten sie 1958 vom Land aus. Das Antarctic Names Committee of Australia (ANCA) benannte sie in Anlehnung an die deskriptive Benennung des gleichnamigen Sees.